# Halotthia posidoniae
Halotthia posidoniae — вид грибів, що належить до монотипового роду  Halotthia.